# Задонский уезд
Задонский уезд — административно-территориальная единица, существовавшая в 1779—1924 годах вначале в составе Воронежского наместничества Российской империи, а затем в составе Воронежской губернии. Уездный город — Задонск.

## География
Уезд располагался на севере Воронежского наместничества и Воронежской губернии, граничил с Орловской губернией на западе и Тамбовской губернией на востоке. Площадь уезда составляла в 1897 году 2 109,4 верст² (2 401 км²).

## История
Уезд образован в 1779 году в составе Воронежского наместничества.
С 1796 года уезд в составе Воронежской губернии.
4 января 1923 года из Задонского уезда в Лебедянский уезд Тамбовской губернии была передана Докторовская волость, а в Липецкий уезд Тамбовской губернии — Ивовская и Нижне-Студенецкая волости.
12 февраля 1923 года к Задонскому уезду были присоединены Архангельская, Дмитряшевская, Колабинская и Фоминонегачевская волости упразднённого Землянского уезда.
12 мая 1924 года уезд был упразднен, его территория вошла в состав Воронежского уезда.
В 1928 году после упразднения губерний и уездов, на бывшей территории Задонского уезда был образован Задонский район Елецкого округа Центрально-Чернозёмной области.

## Население
По данным переписи 1897 года в уезде проживало 123 184 чел. В Задонске проживало 7 507 чел.

## Административное деление
В 1890 году в состав уезда входило 12 волостей:
| № п/п | Волость                | Волостное правление     | Число селений | Население |
| ----- | ---------------------- | ----------------------- | ------------- | --------- |
| 1     | Александровская        | с. Александровское      | 5             | 6900      |
| 2     | Алексеево-Докторовская | с. Алексеево-Докторово  | 17            | 8431      |
| 3     | Воронежско-Лазовская   | сл. Воронежская Лазовка | 17            | 9749      |
| 4     | Грязновская            | с. Грязное              | 10            | 14246     |
| 5     | Ивовская               | с. Ивово                | 19            | 9063      |
| 6     | Казинская              | с. Казино               | 13            | 6992      |
| 7     | Ксизовская             | с. Ксизово              | 18            | 7379      |
| 8     | Нижне-Студенецкая      | с. Нижний Студенец      | 7             | 8785      |
| 9     | Стебаевская            | с. Стебаево             | 12            | 6640      |
| 10    | Сенновская             | с. Сенное               | 24            | 8274      |
| 11    | Тешевская              | сл. Тешевка             | 19            | 15786     |
| 12    | Хлевенская             | с. Хлевное              | 12            | 13123     |

В 1913 году в уезде было 12 волостей.

## Населённые пункты
По переписи 1897 года наиболее крупные населённые пункты уезда:
| - город Задонск – 7507 чел.; - с. Нижний Студенец - 5004 чел.; - с. Ново-Дубовое - 4040 чел.; - с. Хлевное - 3670 чел.; - с. Елецкая Лозовка - 2830 чел.; - с. Пады – 2625 чел.; - с. Гнилуша – 2534 чел.; - с. Грязное – 2451 чел.; - с. Конь-Колодезь – 2336 чел.; - с. Пружинки – 2219 чел.; |